# Makinavaja (serie de televisión)
Makinavaja fue una serie de televisión dirigida por Carlos Suárez (primera temporada) y José Luis Cuerda (segunda temporada) y emitida por La 2 de Televisión Española entre los años 1995 y 1997. Se trata de la adaptación para televisión del cómic Makinavaja, de Ivà. Contó con un total de 39 episodios repartidos en dos temporadas.

## Argumento
Miguel Serrano, conocido por todo el mundo como Makinavaja (nombre que él mismo prefiere), es un superviviente que tiene que ganar su pan mediante el pequeño hurto o el timo en el difícil ambiente del barrio chino de Barcelona. Le acompaña en sus correrías su banda, formada por Popeye (Popi), Mojamé (Moromielda), el abuelo Matías (Agüelo) y El Pirata ("Pira") amigo de la infancia de Maki, antiguo militante de izquierda y delincuente, que en la actualidad regenta un bar, del mismo nombre, donde todos se reúnen y que sirve de base a la banda. Pese a la picaresca que rodea su vida, Makinavaja no deja de ser un personaje entrañable y querido por todos los habitantes del barrio.

## Episodios

### Primera temporada
01. En el barrio sobra siensia y lo que farta se inventa

02. El Bio-Diet hase milagros

03. Felis Navida pa tos!

04. La cuchara de palo

05. El chino ya no es lo que era

06. Madre no hay más que una

07. Er Banco España

08. A partir de los cuarenta... hay que empezar a cuidalse

09. No les des peses, enséñales a pescar

10. El secuestro del obispo

11. El ataque de gota

12. No disparen que soy de hasienda

13. En Madri la calo es más seca

14. La crisis de identidá 1ª parte

15. La crisis de identidá 2ª parte

16. El amigo del colegio

17. Realiti chou... en diresto

18. Detrás de todo gran hombre, hay una mujer bajita

19. En los carnavales está tó permitido

20. Para podelse quejar... hay que haber votao

21. Qué descontrol

22. La banda de los peruanos

23. El mejor amigo del hombre... ¡es la polisia!

24. El poder de la tele...

25. A la mujer no hay Dios que la entienda

26. Los tiempos cambian... pero no demasiado

### Segunda temporada
01. Maki y Cía.

02. Maki in Love

03. Hijos del porvo semos

04. Totalmente Lusía

05. Totalmente Lusía o Mesalina total

06. Cho y tu

07. La suplensia puntúa

08. Los marsianos chegaron ya

09. Operación nostalgia

10. El futuro é l infosmática o Asusena/Un chip por corasón

11. El premio

12. T'acuerdas vida?

13. El ma ayá, el ma acá y lo d'enmedio

## Reparto
- Pepe Rubianes...Makinavaja.
- Ricard Borràs...Popeye.
- Mario Pardo...Mojamé.
- Pedro Reyes...El Pira.
- Llàtzer Escarceller...Matías.
- Florinda Chico...La Maru.
- Josep Adell...Comisario MediaOstia.

## Ficha técnica
- Director: Carlos Suárez, José Luis Cuerda.
- Productor: Hervé Hachuel.
- Música: Bernardo Fúster, Luis Mendo.
- Fotografía: Francesc Brualla.
- Montaje: Guillermo S. Maldonado.
- Decorados: Pep Oliver.
- Diseño de vestuario: Braulio Amador, Antonio Belart.
- Maquillaje: José Antonio Sánchez.
- Peluquería: Paquita Núñez.

## Curiosidades
- La presentación de la serie contó con la presencia de la entonces Ministra de Cultura de España, Carmen Alborch, que calificó la serie de magnífica[5]
- En principio, se pensó en contar con el actor Andrés Pajares para que interpretara a Makinavaja, debido al gran éxito que obtuvo interpretando a este personaje en las dos películas estrenadas en cine. Aunque Pajares quería aceptar, en ese momento se encontraba rodando la serie Ay, Señor, Señor, y no pudo aceptar el papel.